# Richard M. Bateman
Richard M. Bateman  ( n. 1958 ) es un botánico y taxónomo inglés.
Pertenece al equipo científico del Real Jardín Botánico de Kew; es Director de Políticas de la "Federación de BioCiencias", y Presidente de la "Systematics Association".
Se graduó en Biología en 1981, y más tarde obtuvo un doctorado en Paleobiología en 1985.
En 1996 fue director de Ciencia del Real Jardín Botánico de Edimburgo, y subsecuentemente Director de Botánica e Investigador de Mérito BBSRC en el Museo de Historia Natural de Londres.

## Algunas publicaciones
- Bateman, RM. 1991. Hizemodendron, gen. nov., a pseudoherbaceous segregate of Lepidodendron (Pennsylvanian);: Phylogenetic context for evolutionary changes in lycopsid growth architecture. Am. Soc. Plant Taxon.
- DiMichele, WA; RM Bateman. 1993. Validation of Synchysidendron, gen. nov. (Fossiles). Taxon 42 (3): 647-648
- Richard M. Bateman, PR Crane, WA DiMichele, PR Kenrick, NP Rowe, T Speck, WE Stein. 1998. Early evolution of land plants: phylogeny, physiology, & ecology of the primary terrestrial radiation. Annual Rev. Ecol. & Syst. 29: 263-292
- DiMichele, WA; WE Stein, RM Bateman. 2001. Ecological sorting during the Paleozoic radiation of vascular plant classes. En: WD Allmon & DJ Bottjer, eds., Evolutionary Paleoecology. Columbia University Press. pp. 285-335
- Rudall, PJ; RM Bateman, MF Fay, AA Eastman, A. 2002. Floral anatomy & systematics of Alliaceae with particular reference to Gilliesia, a presumed insect mimic with strongly zygomorphic flowers. Am. J. Bot. 89 (12): 1867-1883
- Rudall, PJ; RM Bateman. 2002. Roles of synorganisation, zygomorphy & heterotopy in floral evolution: the gynostemium & labellum of orchids & other lilioid monocots. Biol. Rev. 77 (3): 403–441
- Bateman, RM; et al. 2003. Molecular phylogenetics & evolution of Orchidinae & selected Habenariinae (Orchidaceae). Bot. J. Linnean Soc. 142: 1–40
- ----, Hollingsworth PM. 2003. Morphological & molecular delimitation of Anacamptis (Orchidaceae: Orchideae), with particular reference to A. x albuferensis. Taxon
- Rudall, PJ; RM Bateman. 2003. Evolutionary change in flowers & inflorescences: evidence from naturally occurring terata. Trends in Plant Sci. 8 (2): 76-82
- Pedersen, HÆ; M Hedrén, RM Bateman. 2003. Proposal to Conserve the Name Orchis majalis against O. elata, O. vestita, & O. sesquipedalis (Dactylorhiza: Orchidinae: Orchidaceae). Taxon 52 (3): 633-634
- Rudall, PJ; RM Bateman. 2004. Evolution of zygomorphy in monocot flowers: iterative patterns & developmental constraints. New Phytologist 162 (1): 25-44
- Bateman, RM, J Hilton, PJ Rudall. 2006. Morphological & molecular phylogenetic context of the angiosperms: contrasting the 'top-down' & 'bottom-up' approaches used to infer the likely characteristics of the first flowers. J. Exp. Biol. 57 (13): 3471-3503
- ----, PJ Rudall. 2006. Evolutionary & morphometric implications of morphological variation among flowers within an inflorescence: A case-study using European orchids. Ann. Bot. London 98 (5): 975-993
- Rudall, PJ; RM Bateman. 2006. Morphological phylogenetic analysis of pandanales: Testing contrasting hypotheses of floral evolution. System. Bot. 31 (2): 223-238
- Bateman, RM; PJ Rudall, KE James. 2006. Phylogenetic context, generic affinities & evolutionary origin of the enigmatic Balkan orchid Gymnadenia frivaldii Hampe ex Griseb. Taxon. 55 (1): 107-118
- Rudall, PJ; RM Bateman. 2007. Developmental bases for key innovations in the seed-plant microgamietophyte. Trends in Plant Sci. 12 (7): 317-326
- Bateman, RM; RJ Smith, MF. Fay. 2008. Morphometric & population genetic analyses elucidate the origin, evolutionary significance & conservation implications of Orchis × angusticruris (O. purpurea × O. simia), a hybrid orchid new to Britain. Bot. J. Linnean Soc. 157 (4): 687-711
- Box, MS, RM Bateman, BJ Glover, PJ Rudall. 2008. Floral ontogenetic evidence of repeated speciation via paedomorphosis in subtribe Orchidinae (Orchidaceae). Bot. J. Linnean Soc. 157 (3): 429-454

### Libros
- Bateman, RM. 1985. Cased-hole log analysis and reservoir performance monitoring. Ed. Internat. Human Res. Develop. Corp. 319 pp. ISBN 0-934634-92-0
- ----. 1991. Formation evaluation using well logging measurements (IHRDC video library for exploration & production specialists) Ed. Internat. Human Res. Develop. Corp. 193 pp.
- ----. 1992. Experimental cladistic analysis of anatomically preserved arborescent lycopsids form the Carboniferous of Euramerica: An essay on paleobotanical phylogenetics. Ed. Missouri Bot. Garden
- Hollingsworth, PM; RM Bateman, RJ Gornall (eds.) 1999. Molecular Systematics & Plant Evolution. Systematics Association Vol. especial 57. 502 pp. ISBN 0-7484-0908-4
- Cronk, QCB; RM Bateman, JA Hawkins. 2002. Developmental Genetics & Plant Evolution. Systematics Association Vol. especial. 564 pp. ISBN 0-415-25791-3
- Dower, BL; RM Bateman, DW Stevenson. 2006. Systematics, ontogeny, & phylogenetic implications of exceptional anatomically preserved cycadophyte leaves from the Middle Jurassic of Bearreraig Bay. The Botanical Review. 24 pp.

### Honores
- 1994: Medalla linneana del bicentenario[1]
- La abreviatura «R.M.Bateman» se emplea para indicar a Richard M. Bateman como autoridad en la descripción y clasificación científica de los vegetales.[2]